# Grupa (informatyka)
Grupa (informatyka) – obiekt systemu informatycznego o określonych uprawnieniach dostępu do zasobów (katalogów, plików, urządzeń peryferyjnych) systemu. W organizacji grupy mogą być związane z przynależnością do komórki organizacyjnej lub zespołu zadaniowego oraz sprawowaną funkcją
Użytkownicy systemu informatycznego nabywają uprawnienia do korzystania z zasobów przez przypisanie do grupy. Użytkownik może być przypisany równocześnie do wielu grup. Wynikające stąd uprawnienia są sumą najwyższych uprawnień do określonych w grupach zasobów.